# Mireya González
Mireya González Álvarez (León, 1991. július 18. –) világbajnoki ezüstérmes, bajnokok ligája-győztes spanyol válogatott kézilabdázó, jobbátlövő, jelenleg a román Dunărea Brăila játékosa.

## Pályafutása
Mireya González Álvarez hazájában, a Balonmano Alcobendasnál kezdte pályafutását, ahol 2008-ban mutatkozott be az első csapatban. Négy évet töltött itt, ekkor légiósnak állt és a francia Union Mios Biganos-Bègles csapatának játékosa lett. 2015-ben megnyerte csapatával a Challenge Cup-ot. 
2015 nyarán a magyar bajnokságban szereplő Érdhez szerződött. Hamar meghatározó tagjává vált klubcsapatának, amelynek színeiben első másfél évében 181 gólt szerzett. 2017 januárjában meghosszabbította a szerződését. 2018 januárjában a Győri Audi ETO a szezon hátralevő részére kölcsönvette, hogy pótolja a súlyos sérülést szenvedő Nora Mørköt.
2018. május 3-án hivatalossá vált, hogy a következő szezontól a Siófok játékosa lesz. Május 13-án a 2017–2018-as Bajnokok Ligája-sorozat négyes döntőben tagja volt a Győri ETO negyedik BL-győzelmét megszerző csapatnak. A 2018-2019-es idényben EHF-kupát nyert a Siófokkal. 2019 nyarától a román Râmnicu Vâlcea játékosa. A 2022-2023-as szezontól a Dunărea Brăila csapatában folytatta pályafutását.

## Sikerei, díjai
- Challenge Cup-győztes: 2015
- Magyar Kupa-győztes: 2017–2018
- Bajnokok Ligája-győztes: 2017–2018
- EHF-kupa-győztes: 2018–19